# Kosmischer Neutrinohintergrund
Der kosmische Neutrinohintergrund, englisch cosmic neutrino background (CNB oder CνB) ist der Teil der Hintergrundstrahlung des Weltalls, der aus Neutrinos besteht.
Wie der kosmische Mikrowellenhintergrund (CMB) ist der kosmische Neutrinohintergrund ein Überrest des Urknalls.
Im Gegensatz zum kosmischen Mikrowellenhintergrund, der etwa 380.000 Jahre nach dem Urknall entstand, entstand der Neutrinohintergrund etwa 2 Sekunden nach dem Urknall.
Er geht auf die Entkopplung der Neutrinos von der restlichen Materie zurück. Der kosmische Neutrinohintergrund besitzt heute schätzungsweise eine Temperatur von 1,95 K.
Da Neutrinos mit einer geringen Energie nur sehr schwach mit Materie in Wechselwirkung treten, sind sie äußerst schwierig nachzuweisen. Es gibt jedoch überzeugende indirekte Hinweise auf sein Bestehen. Das geplante Experiment PTOLEMY hat als Ziel, den Neutrinohintergrund direkt zu messen.

## Herleitung der Temperatur
Die Temperatur {\displaystyle T_{\nu }} des Neutrinohintergrunds für masselose Neutrinos, die stets relativistisch sind, kann wie folgt abgeschätzt werden, wenn man die Temperatur {\displaystyle T_{\gamma }} des kosmischen Mikrowellenhintergrundes als gegeben voraussetzt:
Bevor die Neutrinos von der übrigen Materie entkoppelten, bestand das Weltall vornehmlich aus Neutrinos, Elektronen, Positronen und Photonen, welche sich alle im thermischen Gleichgewicht miteinander befanden. Als die Temperatur auf etwa 2,5 MeV fiel, entkoppelten die Neutrinos von der übrigen Materie. Trotz dieser Entkopplung besaßen die Neutrinos nach wie vor dieselbe Temperatur wie die Photonen, als sich das Weltall weiter ausdehnte. Als die Temperatur jedoch unter die Elektronenmasse fiel, wurden die meisten Elektronen und Positronen durch Paarvernichtung ausgelöscht. Dadurch wurden ihre Energie und ihre Entropie auf die Photonen übertragen, was einer Erhöhung der Temperatur des Photonengases entspricht. Das Verhältnis der Temperaturen {\displaystyle T} von Neutrinos {\displaystyle \nu } und Photonen {\displaystyle \gamma } in der heutigen Hintergrundstrahlung ist also dasselbe wie das Verhältnis der Temperatur der Photonen vor und nach der Elektron-Positron-Paarvernichtung:
{\displaystyle {\frac {T_{\nu }}{T_{\gamma }}}={\frac {T_{0}}{T_{1}}}}
wobei der Index {\displaystyle _{0}} eine Größe vor und der Index {\displaystyle _{1}} die gleiche Größe nach der Elektron-Positron-Paarvernichtung kennzeichnen soll.
Um dieses Verhältnis zu bestimmen, nehmen wir an, dass die Entropie {\displaystyle S} des Weltalls während der Elektron-Positron-Paarvernichtung näherungsweise erhalten sei:
{\displaystyle S_{0}\approx S_{1}}
Mit
{\displaystyle S\propto g\cdot T^{3}}
wobei
- {\displaystyle g} die effektive Zahl der Freiheitsgrade bezeichne, festgelegt durch die Teilchensorte:[2]
  - 2 · (7 / 8) für masselose Bosonen, d. h. für Photonen
  - 2 · (7 / 8) für Fermionen, d. h. für Leptonen (Elektronen, Positronen) und Neutrinos.
- {\displaystyle T} die absolute Temperatur des Photonengases,

erhalten wir
{\displaystyle \Rightarrow {\frac {T_{0}}{T_{1}}}=\left({\frac {g_{1}}{g_{0}}}\right)^{\!1/3}}
Also gilt:
{\displaystyle {\frac {T_{\nu }}{T_{\gamma }}}={\frac {T_{0}}{T_{1}}}=\left({\frac {2}{2+2\cdot {\frac {7}{8}}+2\cdot {\frac {7}{8}}}}\right)^{\!1/3}=\left(\!{\frac {4}{11}}\!\right)^{\!\!1/3}}
Mit dem heutigen Wert {\displaystyle T_{\gamma }=2{,}725\,\mathrm {K} } für die Temperatur des kosmischen Mikrowellenhintergrunds folgt
{\displaystyle T_{\nu }\approx 1{,}95\,\mathrm {K} }.
Für Neutrinos mit einer von Null verschiedenen Masse ist die Herangehensweise über eine Temperatur nicht mehr geeignet, sobald sie nicht-relativistisch werden. Dies geschieht, wenn ihre thermische Energie {\displaystyle {\tfrac {3}{2}}k_{B}T_{\nu }} unter ihre Ruheenergie {\displaystyle m_{\nu }c^{2}} fällt. In diesem Fall sollte besser die Energiedichte betrachtet werden, die nach wie vor wohldefiniert ist.

## Indirekte Hinweise
Relativistische Neutrinos tragen zur Strahlungsdichte {\displaystyle \rho _{\rm {R}}} des Weltalls bei:
{\displaystyle \rho _{\rm {\gamma }}={\frac {\pi ^{2}}{15}}\,T_{\gamma }^{4}\,(1+z)^{4}}
{\displaystyle \rho _{\rm {\nu }}=\rho _{\rm {\gamma }}\left({\frac {7}{8}}N_{\rm {\nu }}\left(\!{\frac {4}{11}}\!\right)^{\!\!4/3}\right)}
{\displaystyle \rho _{\rm {R}}=\rho _{\rm {\gamma }}+\rho _{\rm {\nu }}}
mit
- der Rotverschiebung {\displaystyle z}
- der effektiven Anzahl {\displaystyle N_{\nu }} an Neutrinogenerationen.

Der erste Term beschreibt den kosmischen Mikrowellenhintergrund, der zweite den kosmischen Neutrinohintergrund. Das Standardmodell der Elementarteilchenphysik sagt mit seinen drei Neutrinogattungen den effektiven Wert {\displaystyle N_{\nu }\approx 3{,}046} voraus.

### Primordiale Nukleosynthese
Da sich die effektive Anzahl der Neutrinogattungen auf die Ausdehnungsgeschwindigkeit des Weltalls während der primordialen Nukleosynthese auswirkt, hängen die theoretisch erwarteten Werte für die primordialen Häufigkeiten leichter Elemente von ihr ab. Astrophysikalische Messungen der primordialen Häufigkeiten von Helium-4 und Deuterium führen auf einen Wert von {\displaystyle N_{\nu }=3{,}14_{-0{,}65}^{+0{,}70}} bei einem Konfidenzniveau von 68 %, was mit der Erwartung aus dem Standardmodell und Experimenten (Zerfallsbreite des Z-Bosons) im Einklang steht.

### Anisotropien in der kosmischen Hintergrundstrahlung und Strukturbildung
Die Gegenwart des kosmischen Neutrinohintergrundes beeinflusst sowohl die Entwicklung von Anisotropien in der kosmischen Hintergrundstrahlung als auch das Wachstum von Dichteschwankungen auf zwei Arten:
- zum einen durch seinen Beitrag zur Strahlungsdichte des Weltalls (welche beispielsweise den Zeitpunkt des Übergangs vom strahlungs- zum materiedominierten Weltall festlegt),
- zum anderen durch den anisotropen Druck, welcher die baryonischen akustischen Schwingungen dämpft.

Überdies unterdrücken massereiche Neutrinos, die sich frei ausbreiten, die Strukturbildung auf kleinen Längenskalen. Aus der fünfjährigen Datennahme des Satelliten WMAP in Kombination mit Daten zu Typ-I-Supernovae und Informationen über die Stärke der baryonischen akustischen Oszillationen liefern einen Wert von {\displaystyle N_{\nu }=4{,}34_{-0{,}86}^{+0{,}88}} bei einem Konfidenzniveau von 68 %, was eine unabhängige Bestätigung der Schranken für {\displaystyle N_{\nu }} aus der primordialen Nukleosynthese darstellt. In naher Zukunft werden voraussichtlich Untersuchungen wie die des Planck-Weltraumteleskops die gegenwärtigen Unsicherheiten von {\displaystyle N_{\nu }} um eine Größenordnung reduzieren. Nach CODATA wird seit 2019 ein Wert von {\displaystyle N_{\nu }=2{,}99} angegeben.